# Catharina Charlotta De la Gardie

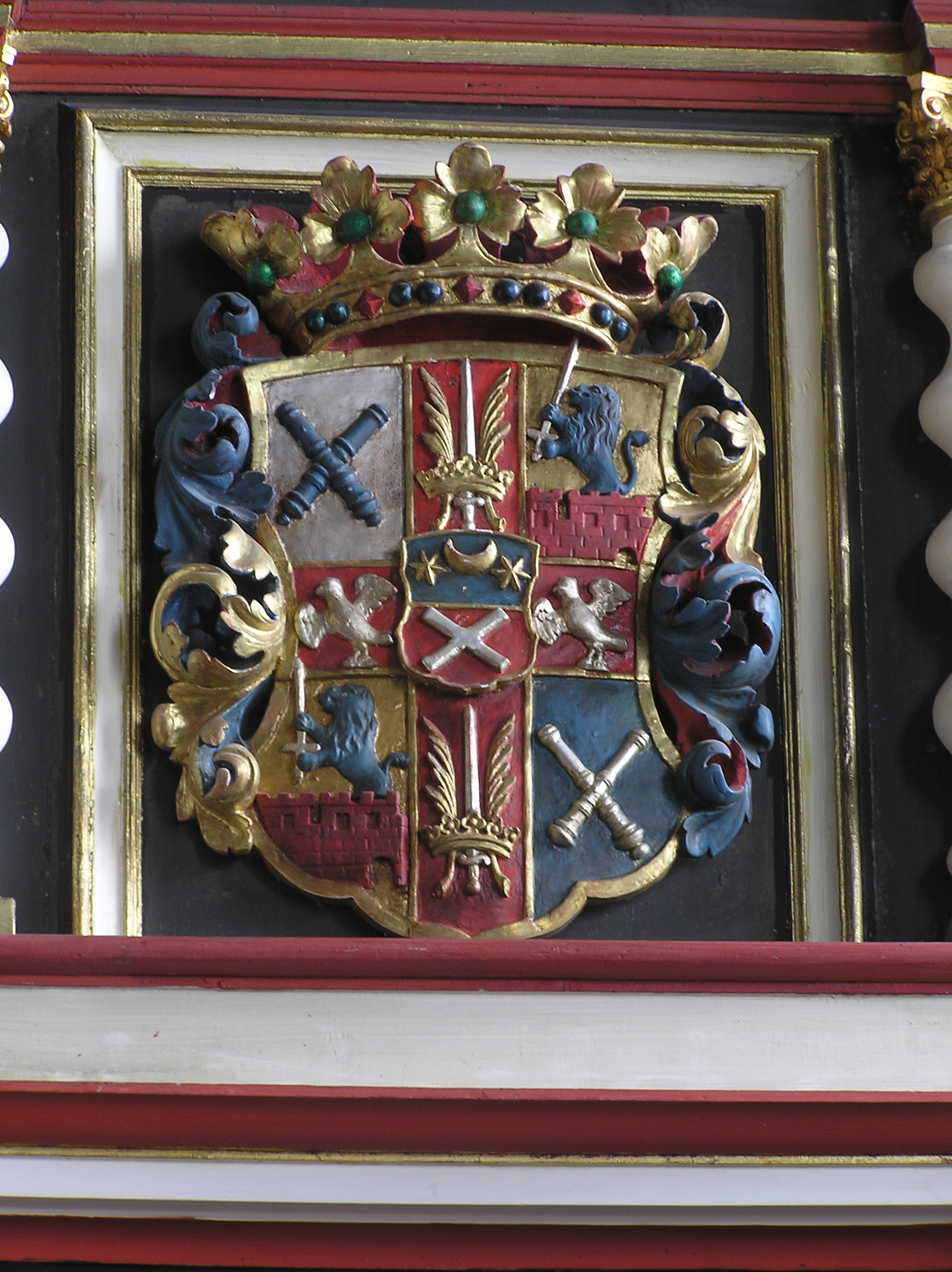
Wappen von Catharina Charlotta de la Gardie in der Pfarrkirche St. Pankratius in Hamburg-Neuenfelde

Gräfin Catharina Charlotta De la Gardie (* 18. März 1654/55; † 15. September 1697) war die Ehefrau des venezianischen Generalissimus und Kriegshelden Otto Wilhelm Graf von Königsmarck, den sie am 9. Februar 1682 heiratete.
Catharina Charlotta war die älteste Tochter des Reichsobersten Grafen Magnus Gabriel De la Gardie und der Pfalzgräfin Maria Eufrosine von Zweibrücken-Kleeburg, der Schwester König Karls X. von Schweden. Sie war somit eine Cousine ersten Grades des schwedischen Königs Karl XI.
Aber weder diese Verwandtschaft noch der Ruhm ihres Mannes bewahrten die kinderlose Witwe vor Anfechtungen der Güterreduktion, vor Unannehmlichkeiten mit dem nun einzigen Königsmarckschen Erben Philipp Christoph von Königsmarck, ihrem Neffen, der ihr nicht einmal die ihr zustehenden Witwengelder zahlte, und daher vor Geldverlegenheiten.
Die goldene venetianische Schale – eine Ehrengabe der Republik Venedig an ihren Mann – die sie im Testament das „goldene Handfaß“ nennt, hatte sie bei der Hamburger Bank für 2500 Taler verpfändet.
Sie blieb auf Agathenburg wohnen, wo sie 1697 starb. Ihr Sarg litt das Geschick der übrigen der Familie.
| Personendaten    | Personendaten                                                               |
| ---------------- | --------------------------------------------------------------------------- |
| NAME             | De la Gardie, Catharina Charlotta                                           |
| ALTERNATIVNAMEN  | Gardie, Catharina Charlotte De la; Taube, Catharina Charlotta               |
| KURZBESCHREIBUNG | Ehefrau des venezianischen Generalissimus Otto Wilhelm Graf von Königsmarck |
| GEBURTSDATUM     | 18. März 1654 oder 18. März 1655                                            |
| STERBEDATUM      | 15. September 1697                                                          |